# Ulla Schmidt (Theologin)
Ulla Schmidt (* 19. Dezember 1966 in Kopenhagen) ist eine dänische evangelische Theologin und Hochschullehrerin (Praktische Theologie).
Schmidt kam als Siebenjährige mit ihren Eltern nach Oslo, wo sie 1984 den Schulabschluss machte. Anschließend studierte sie Evangelische Theologie an der Menighetsfakultet (Gemeindefakultät) in Oslo. 1991 legte sie das theologische Kandidatenexamen ab, 1998 wurde sie zur Dr. theol. promoviert. Von 1999 bis 2001 war sie forskningsleder am Norges forskningsråd, von 2002 bis 2014 Seniorforsker am kirchlichen Institutt for kirke-, religions- og livssynsforskning in Oslo, daneben von 2004 bis 2012 in Teilzeitstellung Professorin für Ethik an der theologischen Fakultät der Universität Oslo. Seit 2014 lehrt sie als Professorin für Praktische Theologie an der Universität Aarhus.
Schmidts Forschungsschwerpunkte sind die theologische Ethik, insbesondere die Bioethik (von 2004 bis 2008 war sie Mitglied im norwegischen Biotechnologierat) und die Berufsethik, sowie Kirchensoziologie und empirische Forschungsmethoden in der Theologie.